# 靈隱慧遠
靈隱慧遠，（1103年—1176年），又名佛海慧遠、瞎堂慧遠，俗姓彭，法名慧遠，庵號瞎堂，四川眉山金流镇人，宋朝佛教临济宗杨岐派禪師，圓悟克勤弟子，南宋孝宗乾道六年，奉敕主持靈隱寺，敕封佛海大师。道濟禪師（濟公）為其高足。

## 簡介
十三歲从药师院宗辩禅师出家，前往成都大慈寺听习经论，後來成為临济宗杨岐派宗师圆悟克勤（1063年-1135年）弟子，曾与宋孝宗游飞来峰，以話頭禪折服皇帝。
乾道五年（1169年）乙丑，奉诏至杭州住持皋亭山崇先寺，第二年（1170年）任杭州灵隐寺住持，乾道六年赐号“佛海大师”。高僧道济是慧远的弟子。慧远還蓄养黑猿。查礼在《铜鼓书堂词话》中给予慧远很高评价，乃曰“往复咏叹，音调超绝。”
慧遠禪師於1176年圓寂時，春秋七十有四。

## 師承
- 圓悟克勤

## 弟子
- 道濟禪師
- 覺阿侍者